# Fengtong
Fengtong (kinesiska: 蜂桶乡, 蜂桶) är en socken i Kina. Den ligger i provinsen Sichuan, i den sydvästra delen av landet, omkring 430 kilometer öster om provinshuvudstaden Chengdu. Antalet invånare är 3 180. Befolkningen består av 1 555 kvinnor och 1 625 män. Barn under 15 år utgör 31 %, vuxna 15-64 år 56 %, och äldre över 65 år 12,0 %.
Genomsnittlig årsnederbörd är 1 617 millimeter. Den regnigaste månaden är september, med i genomsnitt 315 mm nederbörd, och den torraste är januari, med 9 mm nederbörd.